# Żabówko
Żabówko – wieś sołecka Polsce, położona w województwie zachodniopomorskim, w powiecie goleniowskim, w gminie Nowogard.
| SIMC    | Nazwa     | Rodzaj |
| ------- | --------- | ------ |
| 0779963 | Konarzewo | osada  |

W latach 1975–1998 miejscowość administracyjnie należała do województwa szczecińskiego.